# Tequila José Cuervo
Tequila José Cuervo (legalmente conocido como Becle, S.A.B. de C.V.), es una empresa mexicana dedicada a la producción de tequila, fundada el 27 de mayo de 1795 en Tequila (entonces parte de la Intendencia de Guadalajara, Nueva España). Su producto más popular y más vendido es el José Cuervo Especial. 
El 70% de la compañía es propiedad de Juan Francisco Beckmann y el 30% restante de su hijo Juan Domingo Beckmann, quien es el actual director ejecutivo de la empresa.

## Historia
Francisco de Cuervo y Valdés y Suárez (1651-1714) fue el fundador de la familia que dio origen a Casa Cuervo. Procedente del Concejo de Candamo, del Principado de Asturias, llegó a Nueva España en 1678 con el grado de Capitán de Infantería. 
Su hermano, José Antonio de Cuervo y Valdés y García de las Rivas (1708-1764), se desempeñó como mayordomo de la Cofradía de las Ánimas del Tequila y propietario del Solar de las Ánimas, así como de otro predio, donde comenzó el cultivo del mezcal y la producción y venta de vino mezcal.
Sus hijos, José Prudencio De Cuervo y Montaño y José María Guadalupe de Cuervo y Montaño, adquirieron a finales de 1770 -justo en la época en que Carlos III decretó la prohibición para la producción y comercio de bebidas alcohólicas- los potreros de la Hacienda de Abajo, donde tiempo después se instaló la Taberna de Cuervo. En 1795, al anularse la prohibición, su hermano José María Guadalupe obtuvo de Carlos IV la segunda licencia para producir "vino de mezcal", ya que en 1764 el tercer marqués de Jaral Juan Nepomuceno de Moncada y de Berrio ya había obtenido por decreto real el primer permiso para producir mezcal, que en aquel entonces era llamado "vino mezcal" o "aguardiente criollo de jaral".

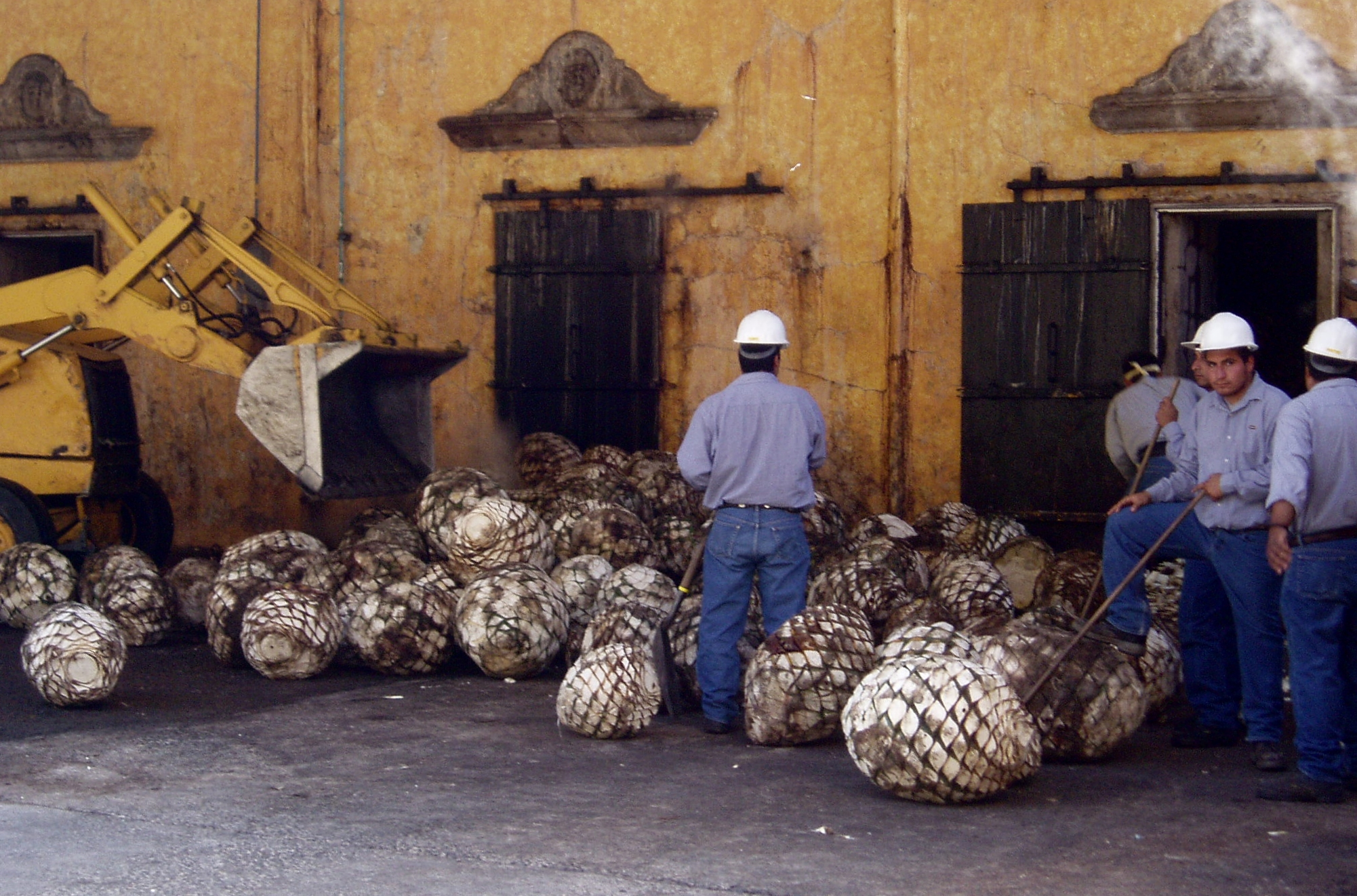
La destilería de José Cuervo en Tequila, México.

En 1812, en el centro de la localidad de Tequila, es fundada la fábrica de La Rojeña, destilería de bebidas alcohólicas que ostenta el título de la más antigua de Latinoamérica. La instalación de esta fábrica le permitió a la empresa extender su mercado por toda la República Mexicana. Con el tiempo el brindis tradicional de Jalisco se convirtió en el brindis de México.
Al momento de la muerte de José María Guadalupe, su hija María Magdalena heredó los bienes y propiedades de ambos, como San Juan de Dios del Limón, que junto a otras tierras se convirtió en La Rojeña, empresa que llegó a producir hasta 400 barriles semanales.
José Vicente Albino Rojas y Jiménez, esposo de María, se convirtió en administrador de los bienes familiares. Después Jesús Flores lo sustituiría, comprando los derechos de la fábrica para quedar como único dueño; esto le permitió cambiar el nombre de La Rojeña a La Constancia. Comenzó a envasar el vino mezcal en botellas, ya que hasta entonces solamente se vendía en barricas.
Un dato curioso es que cuando José Cuervo comenzó la producción y distribución comercial del tequila, tuvo la idea de marcar cada barril con el símbolo del cuervo, lo que tal vez fuera la primera vez en que se utilizó una marca comercial.
El incremento en la reputación del tequila también incrementó las ventas de Tequila José Cuervo, siendo ésta la primera compañía tequilera en exportar productos a otros países, principalmente a Estados Unidos y Sudamérica. A finales del siglo XIX y principios del siglo XX Casa Cuervo participó en algunas exposiciones mundiales donde obtuvo varios reconocimientos internacionales.
En 1972, con Don Juan Beckmann a la cabeza de la corporación se dio gran impulso a las exportaciones, conquistando el mercado estadounidense e iniciando las exportaciones a gran escala a Europa y al resto del mundo.
José Cuervo celebró, en 1995, sus doscientos años de producción de tequila. Reserva de la Familia, producida a partir de las reservas privadas de tequila de la familia, salió al mercado en honor a esta ocasión. En 2007 la compañía lanza, como parte de la gama Reserva de la Familia, el tequila José Cuervo Platino, un tequila plata ultra premium elaborado a mano y de edición limitada.
Juan Domingo Beckmann hijo de don Juan Beckmann es la sexta generación dirigente de la empresa.

## Expansión internacional
En la actualidad Jose Cuervo cuenta con gran popularidad: es el tequila más vendido en todo el mundo, con ventas superiores a 5 millones de cajas anualmente, además de contar con uno de los más altos estándares de calidad y prestigio. Así mismo, José Cuervo ha demostrado un gran interés por ampliar el conocimiento del tequila alrededor del mundo.
Recientemente Casa Cuervo ha incrementado su mercadotecnia con el fin de enfocar sus productos al mercado joven, a fin de fomentar el consumo en los estratos jóvenes de la sociedad.

## Marcas
- José Cuervo Especial
- José Cuervo Tradicional
- Centenario Plata
- Centenario reposado
- Gran Centenario Añejo
- 1800
- Maestro Tequilero
- José Cuervo Clásico
- Tequilas Cuervo con Sabor
- José Cuervo Black
- José Cuervo Reserva de la Familia

Cabe mencionar que la gran mayoría de los productos José Cuervo siguen siendo producidos por la fábrica La Rojeña. Actualmente, esta fábrica es un gran atractivo turístico en la ciudad de Tequila, ya que sus instalaciones siguen manteniendo varios de los equipos utilizados desde hace más de 200 años, además de contar con el Museo Nacional del Tequila acerca de la historia y producción del tequila.